# ラララ (漫画)
『ラララ』は金田一蓮十郎による日本の漫画作品。『ヤングガンガン』（スクウェア・エニックス）にて、2012年24号から2021年11号まで連載された。完結後、同誌2021年13号には最終回後を描いた番外編が掲載された。
『ヤングガンガン』2016年4号では、金田一による3作品の実写版ビジュアルが掲載され、本作の石村亜衣を吉川友が担当。単行本第9巻の発売に合わせた実写ポスターが展開された際にも、吉川が起用されている。
2018年、「みんなが選ぶ!!電子コミック大賞 2018」の男性部門賞を受賞。

## あらすじ
主人公、桐島士朗は勤めていた会社をリストラされ、同時に恋人にも振られ、バーでヤケ酒を呷っていると、突然謎の美女にうちで働かないかと言われ、深く考えず書類にサインしてしまう。翌日指定された場所に行くと、会社ではなく女性の自宅で、謎の女性、石村亜衣と入籍していたことを知らされる。昨晩サインした書類は婚姻届であった。そして、士朗の専業主夫としての生活が成り行きで始まってしまう。しかし、亜衣にはいきなりほぼ見ず知らずの士朗と結婚した目的があった。

## 登場人物
桐島 士朗（きりしま しろう）
主人公。24歳の元サラリーマン。酔った勢いで婚姻届にサインをしてしまい、強引に亜衣の夫にされてしまう。亜衣を「石村さん」と呼び、敬語を使う。
巨乳好きで女医フェチなので、滅茶苦茶な亜衣の要求を断りきれず、負けず嫌いなところもあり離婚に踏み切れない。
料理は下手だったが、自身の味覚障害が原因だったようで、亜鉛を摂取することにより、亜衣好みの味付けが出来るようになった。また、近所のママ友の交友関係も構築している。
石村 亜衣（いしむら あい）
ヒロイン。士朗より4つ年上の28歳。職業は女医。巨乳の持ち主で、性格以外は士朗の理想に適った女性。そのことが離婚を思いとどまらせている原因の一つになっている。
恋愛は苦手ということで、一度も恋愛経験がなく処女。恋愛や結婚を「面倒くさい」とみなしており、それらから逃げる口実としてバツイチになるために、すぐ離婚すること前提で、バーにたまたま居合わせただけの男性である士朗と入籍する。士郎が離婚を拒否したため、そのまま婚姻関係を続けている。
傍目には夫婦というよりは住み込み家政夫と雇い主に近い状態で、士朗とは事実上セックスレス状態である。なお趣味は手芸で、士朗といるよりフェルトの塊と遊んでいるほうが楽しそうなときもあった。極度のズボラで掃除が出来ず、自宅では全裸になる癖がある。味覚は鋭く、士朗の作った料理に遠慮なく「まずい」と言い切る。
男言葉を使い、細かいことにはこだわらない極度にさばさばした「男らしい」性格だが、実はネグレクトの被害者で、シングルマザーの母親に捨てられ祖母に育てられ、その祖母は寝たきりで入院、それも医療ミスで半身不随という重すぎる過去がある。
実は異常に自己評価が低く、自分に言い寄る異性が素敵な男性であればあるほど「自分なんかに人生を消費させるのは申し訳ない」ということで拒絶している。そのため、雑賀のことも好意的に見てはいるが、だからこそ一切脈がない。
ある時、士郎との生活を好きになっていることに気付き、そのことを士郎に告白。晴れて両思いになったはずなのだが、今更感が強い上に本人も気難しいため未だ肉体関係はない。また、スタンスも今までと特に変わってはいない。
雑賀 修二（さいが しゅうじ）
亜衣の勤務している病院の同僚でもある医師。亜衣に恋愛感情があり、士朗にジェラシーを抱いているが、恋愛自体を「面倒くさい」と拒否している亜衣に対して脈が無いことも理解している。
息をするかのように自然に生活する二人の姿を「理想の夫婦」と評している。
菊地 祐介（きくち ゆうすけ）
士朗の親友。色黒で関西弁で話す。士朗から深い信頼を得ておりよく相談に乗る。明るい性格だが、時折やたら重い身の上話が飛び出してくる。
紗絵（さえ）
士朗の元カノ。一度は別れておきながら士朗と亜衣の仲に嫉妬し、「士朗の子供を妊娠した」と嘘をつき、子供が産まれるまでという条件で二人の新居に同居して割り込む。
士郎の視点からは「リストラされたと知って、手のひらを反して切り捨てた」とみているのだが、祐介は「あえてきつく突き放して発奮させる」という意図だったと予想している（この話をしている段階では、妊娠のことは知らない）。

## 書誌情報
- 金田一蓮十郎『ラララ』 スクウェア・エニックス 〈ヤングガンガンコミックス〉、全10巻
  1. 2013年10月25日発売[7]、ISBN 978-4-7575-4099-6
  2. 2014年5月24日発売[8]、ISBN 978-4-7575-4313-3
  3. 2015年3月25日発売[9]、ISBN 978-4-7575-4594-6
  4. 2016年2月12日発売、ISBN 978-4-7575-4880-0
  5. 2016年11月11日発売[10]、ISBN 978-4-7575-5174-9
  6. 2017年9月13日発売[11]、ISBN 978-4-7575-5468-9
  7. 2018年9月25日発売[12]、ISBN 978-4-7575-5822-9
  8. 2019年7月12日発売[13]、ISBN 978-4-7575-6204-2
  9. 2020年9月25日発売[5]、ISBN 978-4-7575-6859-4
  10. 2021年9月25日発売[14]、ISBN 978-4-7575-7486-1